# Anthony Rossomando
 (janvier 2009).
Si vous disposez d'ouvrages ou d'articles de référence ou si vous connaissez des sites web de qualité traitant du thème abordé ici, merci de compléter l'article en donnant les références utiles à sa vérifiabilité et en les liant à la section « Notes et références ».
Anthony Pasquale Rossomando, né à Boston le 21 février 1976  est un guitariste américain, ancien membre du groupe anglais Dirty Pretty Things et de The Damn Personals. Il a remplacé Pete Doherty du groupe anglais The Libertines lorsque ce dernier fut évincé à cause de ses problemes de drogue.

## Biographie
Après avoir abandonné l'université en première année, il est parti habiter à Boston où il fonde le groupe The Damn Personals. Peu après, le groupe s'établit en tant que figure de l'Indie Rock à Boston, Providence et New-York. En 2003, Rossomando est introduit à Carl Barât par Isaac Green à New-York et accepte de remplacer Pete Doherty pendant la tournée américaine de The Libertines. Huit mois après, Pete Doherty n'allant pas mieux Barât et Rossomando mettent en place des projets communs pour leur futur groupe, Dirty Pretty Things. Après la rupture de The Libertines en 2004, il déménage à Londres. En mai 2006,  Dirty Pretty Things, sort son 1er album Waterloo to Anywhere. En juin 2008, Romance At Short Notice sort dans les bacs. Ce groupe s'est séparé le 1er octobre 2008.
Anthony vit à Londres actuellement. C'est un ardent défenseur de causes comme Love Music Hate Racism et Unite Against Fascism, apparaissant à de nombreux festivals promouvant ces institutions. En novembre 2006, Anthony est apparu sur Sky News pour défendre la campagne Makes Roads Safe. Il également est apparu dans le premier épisode de la 3e saison de The Mighty Boosh interprétant le rôle de Pete Neon.
Il a co-écrit Shallow, le hit de Lady Gaga et de Bradley Cooper, issu du film A Star is Born.

## Discographie
- Driver/Driver  / The Damn Personals (1999)
- Standing Still In the USA / The Damn Personals (2002)
- The World Will End / The Damn Personals (2005)
- Waterloo To Anywhere / Dirty Pretty Things (2006)
- Romance At Short Notice / Dirty Pretty Things (2008)